# Аль-Джазули Дафаалла
Аль-Джазули Дафаалла (араб. الجزولي دفع الله‎; род. в 1935) — премьер-министр Судана в 1985–1986 годах.

## Биография
Родился в деревне на юго-востоке Судана. В 1959 году окончил медицинский факультет Хартумского университета. Работал врачом-специалистом в суданских больницах.
Занимал пост секретаря Объединённого национального фронта во время Октябрьской революции 1964 года в городе и районе Руфаа.
С 1980 года работал исследователем в Японии, где специализировался на эндоскопии пищеварительной системы и раке желудка. В 1982–1985 годах был главой Суданской медицинской ассоциации.
После военного переворота в апреле 1985 года был назначен премьер-министром страны.
После прошедших в апреле 1986 года многопартийных парламентских выборов ушёл в отставку. После отставки вернулся к деятельности в области медицины. В январе 2023 года возглавлял Суданский национальный антинаркотический комитет.